# Гаагская конференция круглого стола
Гаагская конференция круглого стола (23 августа — 2 ноября 1949 года) — конференция в Гааге, привёдшая к созданию единого независимого индонезийского государства.

## Предыстория
Весной 1942 года Нидерландская Ост-Индия была захвачена Японией. В годы японской оккупации индонезийские националисты за счёт сотрудничества с японскими оккупационными властями сумели заложить основы будущего независимого государства, и после капитуляции Японии, пока нидерландская администрация ещё не вернулась, 17 августа 1945 года была провозглашена независимость Индонезии. Вернувшиеся нидерландские власти попытались восстановить довоенное статус-кво, и началась война за независимость Индонезии. Осенью 1946 года стороны попытались решить дело миром и заключили Лингаджатское соглашение, но летом 1947 года Нидерланды денонсировали его, и война возобновилась. Не все индонезийцы поддерживали лидеров Республики Индонезия, и поэтому нидерландским властям удалось договориться с некоторыми местными силами о создании ряда лояльных к Нидерландам государственных образований. Под эгидой ООН зимой 1947—1948 годов было заключено Ренвильское соглашение, предусматривающее образование в Индонезии федеративного государства, в котором Республика Индонезия была бы одним из штатов. Однако в 1948 году Нидерланды, решив воспользоваться внутренними индонезийскими неурядицами, попытались решить дело силой и возобновили войну. Однако индонезийские партизаны вынудили нидерландцев запереться в городах, и давление ООН на международном уровне вынудило Нидерланды вернуться к заранее согласованному плану. Соглашения Рума — Ван Ройена уточнили конкретику участия Республики Индонезия в грядущих переговорах. В конце июля — начале августа в Джокьякарте состоялись две внутрииндонезийские конференции, на которых представители Республики Индонезия и прочих индонезийских государственных образований согласовали свои позиции на будущих переговорах в Гааге.

## Конференция
На конференции в Гааге участвовали представители Республики Индонезия, Нидерландов и Федеральной консультативной ассамблеи (представлявшей различные государства, созданные в Индонезии нидерландцами). В результате конференции был выработан ряд документов — Хартию о передаче суверенитета, соглашения по социальным, экономическим и военным вопросам, и т. п. Однако два вопроса стали камнем преткновения.
Первым из проблемных вопросов оказался вопрос о долгах нидерландской колониальной администрации. Каждая из сторон представила свою аргументацию и расчёты касательно того, должно ли будущее индонезийское государство нести ответственность по долгам, сделанным колониальной администрацией после того, как она капитулировала перед японцами в 1942 году, в частности индонезийцы недоумевали, почему они должны оплачивать нидерландскую войну против них самих. В конце концов, под давлением некоторых представителей из комиссии ООН, индонезийская сторона осознала, что взятие на себя части долгов станет необходимой платой за передачу суверенитета. 24 октября индонезийская сторона согласилась взять обязательство по выплате долга нидерландской колониальной администрации в объёме около 4,3 миллиарда гульденов.
Вторым вопросом, завёдшим переговоры в тупик, стал вопрос о том, должна ли войти в состав Индонезии западная часть острова Новая Гвинея. Индонезийская сторона считала, что в состав Индонезии должна войти вся территория бывшей Нидерландской Ост-Индии, нидерландская же сторона утверждала, что Западная Новая Гвинея этнически никак не связана с остальным архипелагом. В итоге, 1 ноября было решено, что вопрос о статусе Западной Новой Гвинеи должен быть урегулирован между Индонезией и Нидерландами в течение года после передачи суверенитета.

## Итоги и последствия
Конференция официально завершила работу 2 ноября 1949 года. 27 декабря 1949 года было провозглашено государство Республика Соединённые Штаты Индонезии.